# 全ルーシ
全ルーシ / フセヤ・ルーシ（ロシア語: Всея Руси、教会スラヴ語: Всеꙗ Русіи）とは、ルーシの君主であるヴェリーキー・クニャージやツァーリの称号の全名に、接頭辞的に冠された用語である。また、キエフ・ルーシから現ロシアにかけての正教会の聖職者の称号にも用いられている。

## 統治者による使用
モンゴルのルーシ侵攻以前には、全ルーシの称号は、キエフ・ルーシ（キエフ大公国。当時の国称はルーシ）のヴェリーキー・クニャージ（大公）であるキエフ大公によって散発的に用いられた。全ルーシを自身の称号に付するのは、自身はルーシ全域を政治的に統一し、諸公の頂点に立つものである、という意志を示すものであった（なお、用いた統治者が、必ずしもルーシ全域の諸公を支配下に治めていたわけではない）。史料においては、フセヴォロド・ヤロスラヴィチ、ウラジーミル・モノマフ、ユーリー・ドルゴルーキー、ロスチスラフ・ムスチスラヴィチらのキエフ大公に用いた例がみられる。またクニャージ（公）であるスモレンスク公ムスチスラフ・ロマノヴィチ、ガーリチ・ヴォルィーニ公ロマン・ムスチスラヴィチに対しても、全ルーシの語を用いた記述がみられる。
モンゴルのルーシ侵攻によってキエフが凋落すると、ジョチ・ウルスは、ウラジーミルの支配者がヴェリーキー・クニャージ（大公）の称号を冠することを承認した（ウラジーミル大公）。当時、ウラジーミル大公位はトヴェリ公、モスクワ公らの諸公によって争われていたが、次第にモスクワ系諸公が優位を確立し、イヴァン・カリター（イヴァン1世）以降のモスクワ系ウラジーミル大公（モスクワ大公）は、皆が全ルーシを称号に付した。ビザンツ帝国からの書簡においても、イヴァン1世、その子のセミョーン、イヴァン2世、ドミトリー・ドンスコイ、ヴァシリー1世に対し、「全ルーシの大王（Μέγας ῥὴξ πάσης Ῥωσίας）」という表記が付されている。これらの表記はパトリキ（ビザンツの貴族階級）が用いたのみならず、ビザンツ皇帝ヨハネス6世の1347年の書簡にも見られる。おそらく、これらはビザンツ側が一方的に用いただけではなく、ルーシの統治者自身もビザンツへの書簡の中で自称していたと考えられる。

ドミトリー・ドンスコイの印章（14世紀末）。右、上から４、５行目に全ルーシ

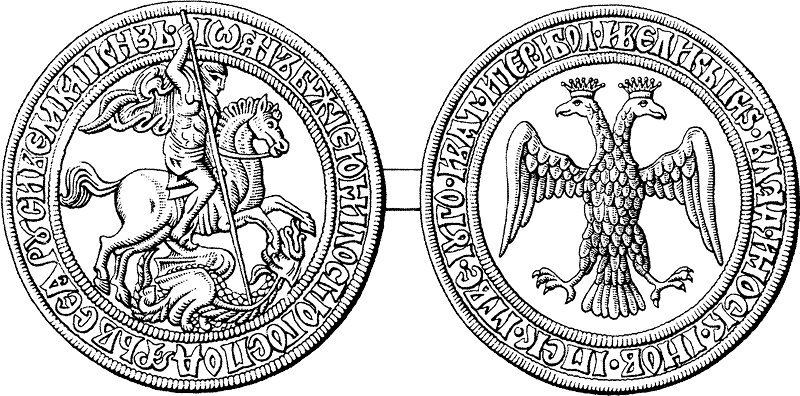
イヴァン3世の印章（1489年頃）。左、時計でいう7時から9時のあたりに全ルーシ

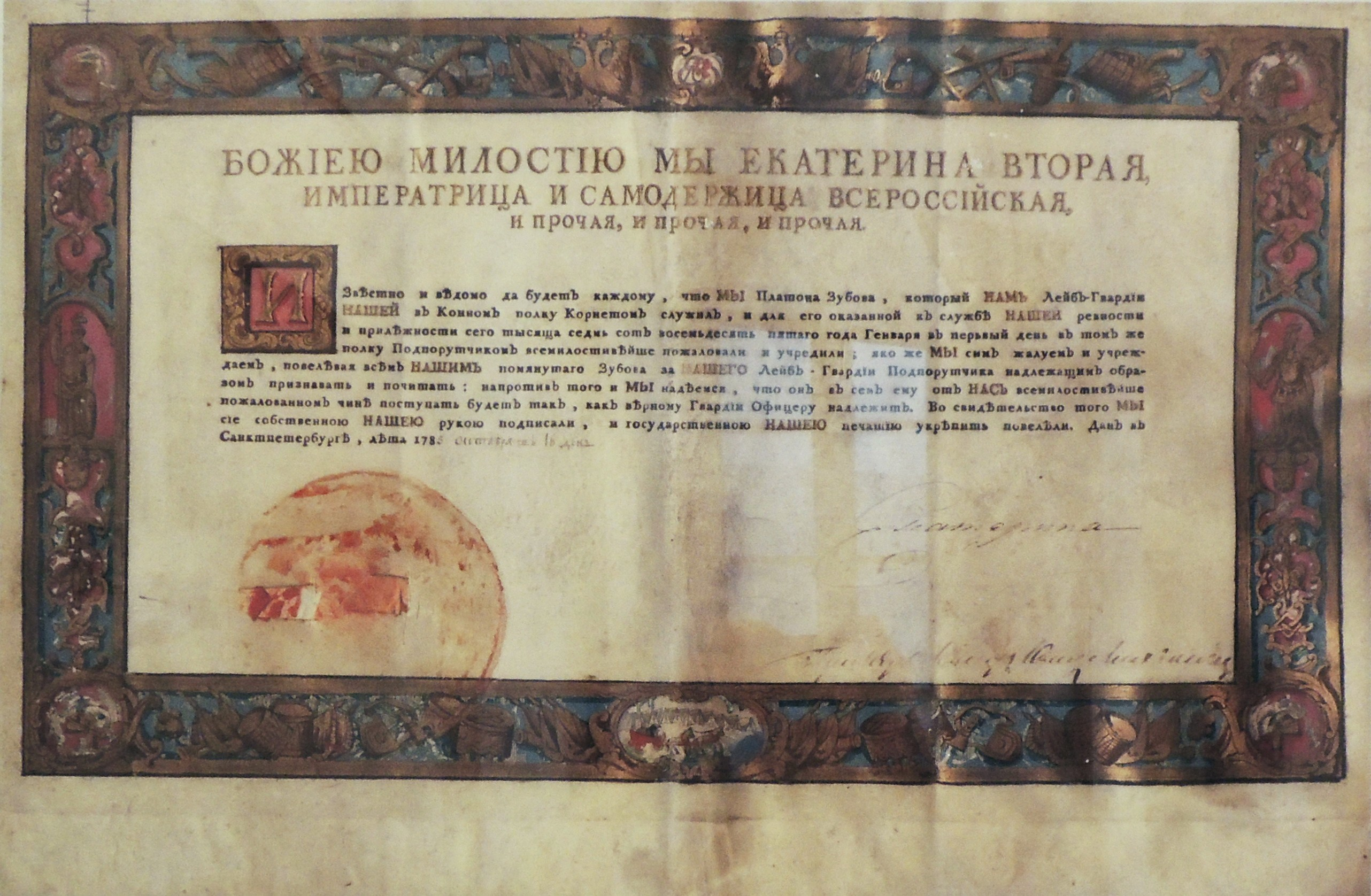
18世紀、ロシア皇帝エカテリーナ2世の命令書では全ロシア（Всероссійская）が用いられている。上から2行目

16世紀、モスクワ大公は自身の称号にツァーリをも用いるようになるが、ツァーリの称号の全名の中に全ルーシ（表記はвсея Росіи等とも）も含まれた。また、併せて「ゴスダーリ（君主）」という用語も用いられた。リトアニア大公国に対する領土拡張戦争（モスクワ側から見れば、旧キエフ・ルーシ＝全ルーシ領の奪回戦争。）に勝利したイヴァン3世は、「全ルーシの君主（Государь всея Руси(ru)）」の称号をリトアニアに承認させている。
ただし、16世紀はルーシとロシアの名称が併用された時期であり、領土の拡大に合わせても、その全名も変化していった。そして次第にロシアの用例が、ルーシを凌駕するようになっていく。17世紀のツァーリ・アレクセイの称号では、「全・大、小、白ロシアの専制君主（всея Великия и Малыя и Белыя России самодержец）」という表現が用いられている（大：大ロシア＝ロシア、小：小ロシア＝ウクライナ、白：白ロシア＝ベラルーシの意）。
1721年に、ピョートル1世はインペラートル（император。英語におけるemperor）を称すると、アレクセイの用いた大・小・白をまとめ、「全ロシアの皇帝にして専制君主（Император и Самодержец Всероссийский）」の称号を公式に用いた。以降、ロシア帝国の統治者（ロシア皇帝）も「全ロシア」を用いた。このように、統治者の称号における全ルーシは、全ロシアへ取り込まれた。
また、ザポロジエ・コサック(ru)（ウクライナ・コサックの一部）の統治者（ヘーチマン）が、全ルーシの用語を用いた例がいくつかある。たとえば、ボフダン・フメリニツキーからオスマン帝国への外交文書の中に、「ザポロジエ軍と全ルーシのヘーチマン」という表記が見られる。

## 聖職者による使用
キエフ・ルーシのキリスト教化以降、キエフには府主教座が置かれた。キエフ府主教は、キエフ大公国の分裂が進み、教会の団結の必要に迫られた1160年代から、称号に「キエフおよび全ルーシの府主教(ru)」）を用い始めた。
モンゴルのルーシ侵攻以降キエフが荒廃すると、1299年には、府主教マクシム(ru)が、「キエフおよび全ルーシの府主教」の称号のまま、キエフからウラジーミルへとその拠点を移した。次いで1325年には、キエフおよび全ルーシの府主教ピョートル(ru)が、諸公との権力闘争を優位に進めるイヴァン・カリターの居するモスクワに拠点を移した。一方、キエフを含むルーシ南部から西部にかけてはリトアニア大公国の統治下に入っていたが、リトアニア統治下のキエフにおいても、1458年に府主教が置かれた。このどちらの府主教も、称号の中に全ルーシを用いていた。具体的には、モスクワの府主教は、1451年から「モスクワおよび全ルーシの府主教(ru)」を称し、1589年に府主教から総主教となると、「モスクワおよび全ルーシの総主教」を称した。その後、帝政ロシア期から初期ソ連にかけては、政府の宗教政策によって総主教の置かれない時期が続いたが、1943年に再設されると、現在に至るまで、ロシア語におけるロシア正教会・モスクワ総主教の称号の正式名称は、「モスクワおよび全ルーシの総主教（Патриарх Московский и всея Руси）」が用いられている。
一方、キエフの府主教は、1458年から「キエフ、ガーリチおよび全ルーシ（ウクライナ語：キイウ、ハールィチおよび全ルーシ）の府主教」を称した。この称号は、1596年のブレスト合同（ウクライナ東方カトリック教会成立）まで用いられた。なお、1620年から1688年にかけて、再びキエフに府主教座が置かれるが、その際には、「キエフ、ガーリチおよび小ロシア（Киевский, Галицкий и Малыя России）の府主教」の称号が用いられた。現在、モスクワ総主教庁系のウクライナ正教会、2018年に設立したウクライナ正教会は共に「キエフ（キイウ）および全ウクライナの府主教(uk)（Митрополит Київський і всієї України）」の称号を用いている。